# Parafia św. Anny w Borzechowie
Parafia Świętej Anny w Borzechowie – rzymskokatolicka parafia w Borzechowie. Należy do dekanatu zblewskiego, diecezji pelplińskiej. 
W zbiorze dokumentów znajdujących się w kościele, znajduje się zdjęcie przedstawiające kościół przed 1945 rokiem. Przyjmuje się, że powstał w latach 1833 – 1850. Po wojnie przebudowano dwie niższe wieże od strony szosy, gdzie jest wejście. W części budynku, z której „wychodziły” dwie wyższe wieże, mieści się teraz  prezbiterium. Rozebrano też typowe dla kościołów ewangelickich balkony.
Kościół św Anny w Borzechowie wraz z terenem przykościelnym został wpisany do rejestru zabytków województwa pomorskiego nr A-1662 z 28.05.1998.